# UCI World Tour 2017
De UCI World Tour 2017 was de zevende editie van deze internationale wielercompetitie op de wielerkalender die door de UCI werd georganiseerd.
Aan de wedstrijden namen vanaf dit seizoen achttien wielerploegen deel, die verzekerd zijn van deelname aan alle wedstrijden. Deelname van andere ploegen wordt geregeld door het systeem van wildcards.

## Ploegen
Er hebben zich achttien ploegen ingeschreven voor een World Tour-licentie. Alle ploegen hebben een licentie gekregen. De volgende ploegen namen deel aan het seizoen 2017:
| Ploeg                              | Land                         | Renners | Fietsmerk   | UCI-Code | Sinds |
| ---------------------------------- | ---------------------------- | ------- | ----------- | -------- | ----- |
| AG2R La Mondiale                   | Frankrijk                    | 30      | Factor      | ALM      | 2000  |
| Astana Pro Team                    | Kazachstan                   | 29      | Argon 18    | AST      | 2005  |
| Bahrein-Merida Pro Cycling Team    | Bahrein                      | 28      | Merida      | TBM      | 2017  |
| BMC Racing Team                    | Verenigde Staten             | 28      | BMC         | BMC      | 2007  |
| BORA-hansgrohe                     | Duitsland                    | 27      | Specialized | BOH      | 2010  |
| Cannondale-Drapac Pro Cycling Team | Verenigde Staten             | 27      | Cannondale  | CDT      | 2005  |
| Team Dimension Data                | Zuid-Afrika                  | 28      | Cervélo     | DDD      | 2007  |
| FDJ                                | Frankrijk                    | 30      | Lapierre    | FDJ      | 1997  |
| Lotto Soudal                       | België                       | 28      | Ridley      | LTS      | 1985  |
| Movistar Team                      | Spanje                       | 28      | Canyon      | MOV      | 2004  |
| Orica-Scott                        | Australië                    | 26      | Scott       | ORS      | 2012  |
| Quick-Step Floors                  | België                       | 28      | Specialized | QST      | 2003  |
| Team Katjoesja Alpecin             | Zwitserland                  | 28      | Canyon      | KAT      | 2004  |
| Team LottoNL-Jumbo                 | Nederland                    | 29      | Bianchi     | TLJ      | 1996  |
| Team Sky                           | Verenigd Koninkrijk          | 28      | Pinarello   | SKY      | 2010  |
| Team Sunweb                        | Duitsland                    | 26      | Giant       | SUN      | 1998  |
| Trek-Segafredo                     | Verenigde Staten             | 27      | Trek        | TFS      | 2010  |
| UAE Team Emirates                  | Verenigde Arabische Emiraten | 25      | Colnago     | UAD      | 1992  |

## Wedstrijden
Dit seizoen zijn tien nieuwe wedstrijden toegevoegd aan de World Tour-kalender. De Ronde van Turkije zou gepland staan in april, maar is uitgesteld naar oktober.

### Kalender
| Datum                    | Koers                                      | Winnaar            | Winnaar                | Klassementsleider tussenstand UCI-ranking | Klassementsleider tussenstand UCI-ranking | Ploegenklassement UCI-ranking |
| ------------------------ | ------------------------------------------ | ------------------ | ---------------------- | ----------------------------------------- | ----------------------------------------- | ----------------------------- |
| 17–22 januari            | Tour Down Under                            | Richie Porte       | BMC Racing Team        | Richie Porte                              | BMC Racing Team                           | BMC Racing Team               |
| 29 januari               | Cadel Evans Great Ocean Road Race          | Nikias Arndt       | Team Sunweb            | Richie Porte                              | BMC Racing Team                           | Orica-Scott                   |
| 23–26 februari           | Ronde van Abu Dhabi                        | Rui Costa          | UAE Team Emirates      | Richie Porte                              | BMC Racing Team                           | BMC Racing Team               |
| 25 februari              | Omloop Het Nieuwsblad                      | Greg Van Avermaet  | BMC Racing Team        | Richie Porte                              | BMC Racing Team                           | BMC Racing Team               |
| 4 maart                  | Strade Bianche                             | Michał Kwiatkowski | Team Sky               | Richie Porte                              | BMC Racing Team                           | BMC Racing Team               |
| 5–12 maart               | Parijs-Nice                                | Sergio Henao       | Team Sky               | Richie Porte                              | BMC Racing Team                           | BMC Racing Team               |
| 8–14 maart               | Tirreno-Adriatico                          | Nairo Quintana     | Movistar Team          | Richie Porte                              | BMC Racing Team                           | BMC Racing Team               |
| 18 maart                 | Milaan-San Remo                            | Michał Kwiatkowski | Team Sky               | Peter Sagan                               | BORA-hansgrohe                            | BMC Racing Team               |
| 22 maart                 | Dwars door Vlaanderen                      | Yves Lampaert      | Quick-Step Floors      | Peter Sagan                               | BORA-hansgrohe                            | Quick-Step Floors             |
| 24 maart                 | E3 Harelbeke                               | Greg Van Avermaet  | BMC Racing Team        | Greg Van Avermaet                         | BMC Racing Team                           | Quick-Step Floors             |
| 20–26 maart              | Ronde van Catalonië                        | Alejandro Valverde | Movistar Team          | Greg Van Avermaet                         | BMC Racing Team                           | Quick-Step Floors             |
| 26 maart                 | Gent-Wevelgem                              | Greg Van Avermaet  | BMC Racing Team        | Greg Van Avermaet                         | BMC Racing Team                           | Quick-Step Floors             |
| 2 april                  | Ronde van Vlaanderen                       | Philippe Gilbert   | Quick-Step Floors      | Greg Van Avermaet                         | BMC Racing Team                           | Quick-Step Floors             |
| 3–8 april                | Ronde van Baskenland                       | Alejandro Valverde | Movistar Team          | Greg Van Avermaet                         | BMC Racing Team                           | Quick-Step Floors             |
| 9 april                  | Parijs-Roubaix                             | Greg Van Avermaet  | BMC Racing Team        | Greg Van Avermaet                         | BMC Racing Team                           | Quick-Step Floors             |
| 16 april                 | Amstel Gold Race                           | Philippe Gilbert   | Quick-Step Floors      | Greg Van Avermaet                         | BMC Racing Team                           | Quick-Step Floors             |
| 19 april                 | Waalse Pijl                                | Alejandro Valverde | Movistar Team          | Greg Van Avermaet                         | BMC Racing Team                           | Quick-Step Floors             |
| 23 april                 | Luik-Bastenaken-Luik                       | Alejandro Valverde | Movistar Team          | Greg Van Avermaet                         | BMC Racing Team                           | Quick-Step Floors             |
| 25–30 april              | Ronde van Romandië                         | Richie Porte       | BMC Racing Team        | Greg Van Avermaet                         | BMC Racing Team                           | Quick-Step Floors             |
| 1 mei                    | Rund um den Finanzplatz Eschborn-Frankfurt | Alexander Kristoff | Team Katjoesja Alpecin | Greg Van Avermaet                         | BMC Racing Team                           | Quick-Step Floors             |
| 14–21 mei                | Ronde van Californië                       | George Bennett     | Team LottoNL-Jumbo     | Greg Van Avermaet                         | BMC Racing Team                           | Quick-Step Floors             |
| 5–28 mei                 | Ronde van Italië                           | Tom Dumoulin       | Team Sunweb            | Greg Van Avermaet                         | BMC Racing Team                           | Quick-Step Floors             |
| 4–11 juni                | Critérium du Dauphiné                      | Jakob Fuglsang     | Astana Pro Team        | Greg Van Avermaet                         | BMC Racing Team                           | Quick-Step Floors             |
| 10–18 juni               | Ronde van Zwitserland                      | Simon Špilak       | Team Katjoesja Alpecin | Greg Van Avermaet                         | BMC Racing Team                           | Quick-Step Floors             |
| 1–23 juli                | Ronde van Frankrijk                        | Chris Froome       | Team Sky               | Greg Van Avermaet                         | BMC Racing Team                           | Quick-Step Floors             |
| 29 juli                  | Clásica San Sebastián                      | Michał Kwiatkowski | Team Sky               | Greg Van Avermaet                         | BMC Racing Team                           | Quick-Step Floors             |
| 30 juli                  | RideLondon Classic                         | Alexander Kristoff | Team Katjoesja Alpecin | Greg Van Avermaet                         | BMC Racing Team                           | Quick-Step Floors             |
| 29 juli–4 augustus       | Ronde van Polen                            | Dylan Teuns        | BMC Racing Team        | Greg Van Avermaet                         | BMC Racing Team                           | Quick-Step Floors             |
| 7–13 augustus            | / BinckBank Tour                           | Tom Dumoulin       | Team Sunweb            | Greg Van Avermaet                         | BMC Racing Team                           | Quick-Step Floors             |
| 20 augustus              | EuroEyes Cyclassics                        | Elia Viviani       | Team Sky               | Greg Van Avermaet                         | BMC Racing Team                           | Quick-Step Floors             |
| 27 augustus              | Bretagne Classic                           | Elia Viviani       | Team Sky               | Greg Van Avermaet                         | BMC Racing Team                           | Quick-Step Floors             |
| 8 september              | Grote Prijs van Quebec                     | Peter Sagan        | BORA-hansgrohe         | Greg Van Avermaet                         | BMC Racing Team                           | Quick-Step Floors             |
| 19 augustus–10 september | Ronde van Spanje                           | Chris Froome       | Team Sky               | Chris Froome                              | Team Sky                                  | Team Sky                      |
| 10 september             | Grote Prijs van Montreal                   | Diego Ulissi       | UAE Team Emirates      | Greg Van Avermaet                         | BMC Racing Team                           | Team Sky                      |
| 7 oktober                | Ronde van Lombardije                       | Vincenzo Nibali    | Bahrain-Merida         | Greg Van Avermaet                         | BMC Racing Team                           | Team Sky                      |
| 10-15 oktober            | Ronde van Turkije                          | Diego Ulissi       | UAE Team Emirates      | Greg Van Avermaet                         | BMC Racing Team                           | Team Sky                      |
| 19–24 oktober            | Ronde van Guangxi                          | Tim Wellens        | Lotto Soudal           | Greg Van Avermaet                         | BMC Racing Team                           | Team Sky                      |

## Ploegen en wildcards
Naast de achttien ploegen die aan elke wedstrijd mogen deelnemen kan elke organisator een aantal wildcards verdelen onder professionele continentale teams, bijvoorbeeld vanwege goede resultaten of omdat ze uit het betreffende land komen.
2011 · 2012 · 2013 · 2014 · 2015 · 2016 · 2017 · 2018 · 2019 · 2020 · 2021 · 2022 · 2023 · 2024 · 2025
Tour Down Under · Great Ocean Road Race · Ronde van de Verenigde Arabische Emiraten · Omloop Het Nieuwsblad · Strade Bianche · Parijs-Nice · Tirreno-Adriatico · Milaan-San Remo · Ronde van Catalonië · Classic Brugge-De Panne · E3 Harelbeke · Gent-Wevelgem · Dwars door Vlaanderen · Ronde van Vlaanderen · Ronde van het Baskenland · Parijs-Roubaix · Amstel Gold Race · Waalse Pijl · Luik-Bastenaken-Luik · Ronde van Romandië · Eschborn-Frankfurt · Ronde van Italië · Ronde van Auvergne-Rhône-Alpes · Ronde van Zwitserland · Copenhagen Sprint · Ronde van Frankrijk · Clásica San Sebastián · Ronde van Polen · Cyclassics Hamburg · Renewi Tour · Ronde van Spanje · Bretagne Classic · GP van Québec · GP van Montréal · Ronde van Lombardije · Ronde van Guangxi
 Tour Down Under ·
 Great Ocean Road Race ·
 Abu Dhabi Tour ·
 Omloop Het Nieuwsblad ·
 Strade Bianche ·
 Parijs-Nice · 
 Tirreno-Adriatico · 
 Milaan-San Remo ·
 Ronde van Catalonië ·
 Dwars door Vlaanderen ·
 E3 Harelbeke ·
 Gent-Wevelgem ·
 Ronde van Vlaanderen ·
 Ronde van Baskenland ·
 Parijs-Roubaix ·
 Amstel Gold Race ·
 Waalse Pijl ·
 Luik-Bastenaken-Luik ·
 Ronde van Romandië ·
 Rund um den Finanzplatz Eschborn-Frankfurt ·
 Ronde van Italië ·
 Ronde van Californië ·
 Critérium du Dauphiné ·
 Ronde van Zwitserland ·
 Ronde van Frankrijk ·
 Clásica San Sebastián ·
 Ronde van Polen ·
 RideLondon Classic ·
  BinckBank Tour ·
 Ronde van Spanje ·
 EuroEyes Cyclassics ·
 Bretagne Classic ·
 GP van Quebec ·
 GP van Montreal ·
 Ronde van Lombardije ·
 Ronde van Turkije ·
 Ronde van Guangxi